# Helmand tartomány

Helmand tartomány (Pastu- és beludzs nyelven: هلمند) egyike Afganisztán 34 tartományának. Székhelye Lashkar Gah. 

## Földrajzi elhelyezkedése
Helmand tartomány Afganisztán déli részén helyezkedik el, egyike az ország legnagyobb tartományainak. Nevét az őt átszelő Helmand folyóról kapta. A folyó itteni szakaszán található a Kadzsaki-gát, amely Afganisztán legnagyobb víztározóját hozta létre. 

## Története
A Helmand folyó völgyét már az i.e. 1. évezredben keletkezett zoroasztriánus szent könyv, az Aveszta is említi, mint lakott területet, Haetumant néven. A térség ebben az időszakban a zoroasztrizmus egyik fellegvárának számított, de a hindu vallás és a későbbiekben a buddhizmus követői is megtelepedtek itt.
Az ókorban a tartomány területe előbb a Méd Birodalom, majd az Óperzsa Birodalom része lett. I.e. 330-ban Nagy Sándor makedón király foglalta el és csatolta birodalmához, melynek bukását követően a Szeleukida Birodalom tette rá a kezét. A szeleukidák hanyatlását követően Asóka indiai király befolyása alá került a terület, de a történelmi Zabulisztán régió részeként jelentős önállósággal rendelkezett egészen a 7. század végén bekövetkező az arab hódításig.
A 9. században a terület a Szaffárida dinasztia uralma alá került, akik Zaranjban állították fel székhelyüket. A 10. században Mahmúd gaznavida szultán csatolta birodalmához, majd a gaznavidákat egy évszázad múlva a Gúrida dinasztia váltotta fel. 
A 13. században a mongolok végigpusztították Zabulisztán területét is, súlyos kárt okozva a térség településhálózatának. A 14. század végén azonban a timuridák uralma alatt megkezdődött a térség újbóli "felvirágoztatása", mely Pir Muhammad ibn Dzsáhángir 1383 - 1407 közötti kormányzósága alatt hágott tetőfokára. A 16. században Bábur, a Mogul Birodalom alapítója hajtotta uralma alá a területet, a mogulok uralma alatt azonban a térségben állandó háborúskodások zajlottak a szafavidák ellen, melynek következtében állandóan váltakozott a két dinasztia fennhatósága Zabulisztán felett. Végül 1709-ben Mir Weis Hotak felkelésével a térségben egy rövid életű önálló állam, a Hotaki Birodalom jött létre, melyet azonban 1738-ban az Afsaridák teljesen meghódítottak.
Végül 1747-ben a térség az Afganisztán elődjének számító Durrani Birodalom fennhatósága alá került.
A modern afgán állam részeként, az 1960-as években Helmand volt a székhelye az USAID (amerikai) fejlesztési programnak, melynek következtében a helyi lakosság "kis Amerikának" is nevezte a tartomány területét. Ennek a programnak az eredményeként építették ki Lashkar Gah székvárost, nyugati tipusú kanalizációs rendszert építettek ki és a Helmand folyón létrehozták előbb a Kadzsaki-, majd a Grisk-gátat. A fejlesztési program egészen 1978-ig, a Saur forradalomig tartott. 

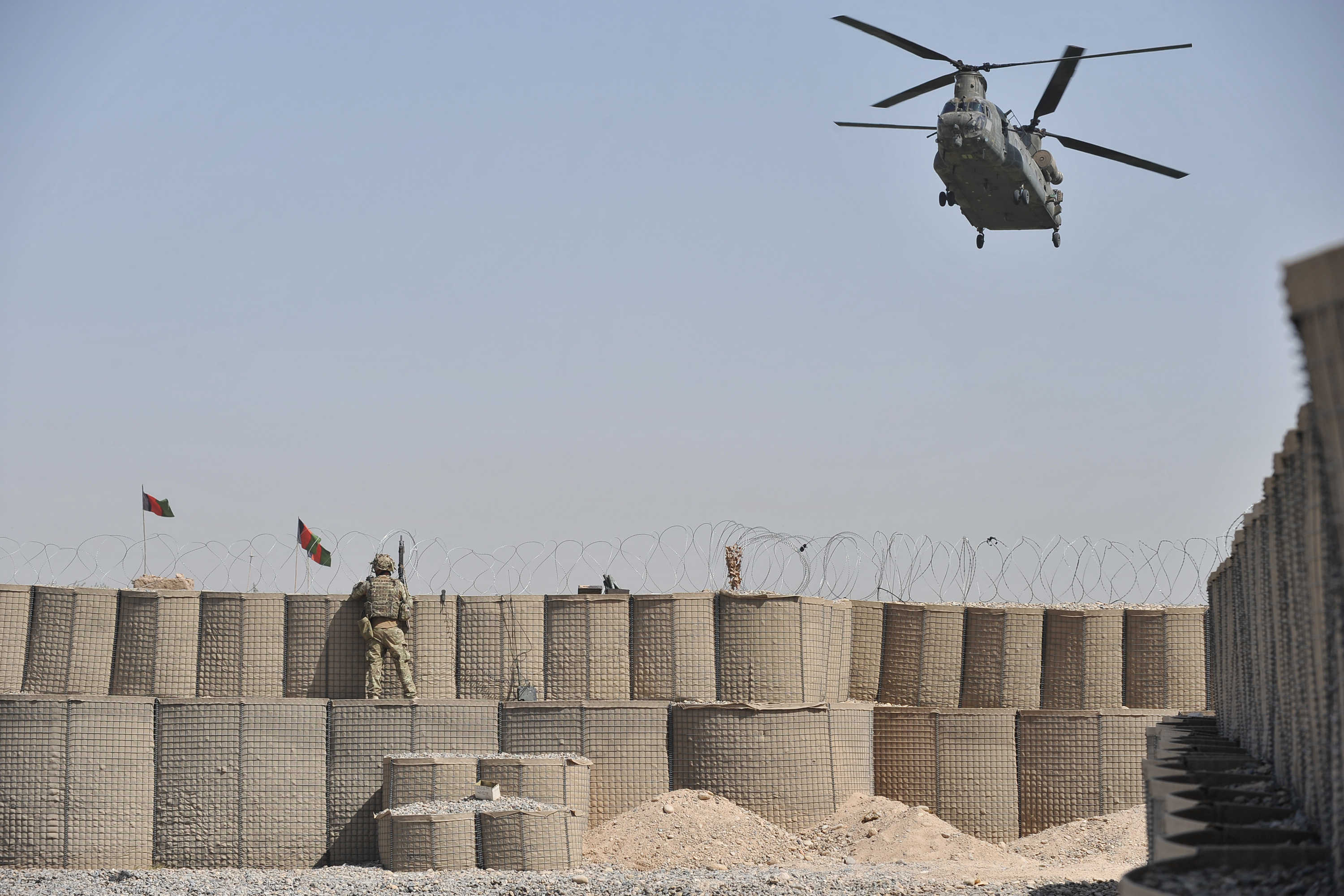
Brit katonák kiürítenek egy bázist 2013 augusztusában.

A tartomány területén a Szovjetunió afganisztáni háborúja alatt illetve a 2001-es amerikai invázót követően is súlyos harcok zajlottak. Az afganisztáni háború idején Helmand tartomány a tálibok fontos bázisának számított, 2010-ben még a tartomány több települése az ellenőrzésük alatt állt, ebben az évben viszont a nemzetközi és afgán haderő a Mostarak hadművelet keretében elfoglalta az egyik legjelentősebb bázisuknak számító Márdzse várost. 
A tartomány védelmét az ISAF részéről az Amerikai Egyesült Államok hadereje és - 2006 óta, a Herrick hadművelet keretében - az Egyesült Királyság hadereje látja el. 2012 óta megkezdődött a terület ellenőrzésének fokozatos átadása az afgán haderő számára.

## Lakosság
Helmand tartomány majdnem 1 450 000 lakossal rendelkezik, a lakosság abszolút többsége törzsi szervezetben és falusi környezetben él. Az etnikai összetétel alapján a többséget a pastuk alkotják, a legjelentősebb kisebbségeknek a beludzsok, tádzsikok és a hazarák számítanak. Vallási összetétele szerint a lakosság abszolút többsége az iszlám vallás szunnita irányzatát követi, a hazarák egy kis része azonban hagyományosan síita. Emellett egy kisebb szikh közösség is él itt. 
A lakosság hagyományosan mezőgazdálkodásból él, a tartomány gazdaságának azonban fontos része a máktermesztés is, melyből ópiumot állítanak elő. Helmand tartomány a világ legnagyobb ópium-előállító régiója, az itteni ópiumtermelés az összetermelés 75%-át fedezi.